# Куккебаккер, Николас
Николас Куккебаккер (нид. Nicolaas Coeckebacker; 1597, Амстердам — 1670) — нидерландский торговец и мореплаватель, представитель Голландской Ост-индской компании в Хирадо с 6 сентября 1633 года по 3 февраля 1639 года.

## Биография
О ранней жизни и происхождении Николаса Куккебаккера до 1633 и после 1640 года известно немного. Возможно, он был родом из Амстердама, где он был купцом и судовладельцем, а также, вероятно, управляющим Роттердамской компании до 1618 года.
С апреля 1627 года Коккебекер занимал должность секретаря Совета юстиции в Батавии, а с ноября 1629 года был членом политического совета на Формозе. Со временем он получил должность главного купца Формозы, а 21 мая 1633 года был назначен голландским торговым представителем в Японии. В Японии Куккебаккер также занимался составлением морских карт в районе островов Гото, Сацума и Арима.
Уже в сентябре того же года он возглавлял мануфактуры в Хирадо и торговые дома, основанные голландцами в Японии. В том же году он отправился в «придворное путешествие» в Эдо, но был вынужден уехать из-за болезни сёгуна, так и не дождавшись аудиенции.
Под его руководством торговля с Японией, которая на момент его вступления в должность находилась в состоянии застоя, была значительно расширена и достигла около 70 % оборота VOC в 1637 году.

### Восстание в Симабаре
17 декабря 1637 года Куккебаккер получил известие о том, что крестьяне подняли восстание. По словам источника, в первую очередь причиной стало ухудшение положения обедневших крестьян из-за налоговой политики даймё Симабары. Религиозные притеснения также сыграли значительную роль, поскольку большинство восставших были христианами. Сначала повстанцы одерживали победы, однако вскоре были вынуждены отступить за стены заброшенной, но стратегически важной крепости Хара.
Ввиду острой угрозы свержения власти Токугава, Куккебаккер предложил свою помощь в подавлении восстания.
Когда 19 февраля голландцы прибыли в Симабару, они обнаружили армию сёгуна в опустошенном состоянии. Повстанцы мужественно держались и понесли лишь незначительные потери, в то время как войско сёгуната под командованием Итакуры Сигэмасы понесли тяжелые потери, включая гибель самого Итакуры во время неудачного штурма. Голландцы были тепло встречены и в то же время присоединились к осаде. Они доставили на берег пять пушек и установили батарею для обстрела крепости с суши и воды. Хотя вклад голландцев в подавление восстания был довольно скромным, поскольку ущерб, нанесенный ими крепости, был незначительным из-за отсутствия осадных орудий, представители сёгуна выразили им большую благодарность.

### Возвращение в Нидерланды
Куккебаккер был отозван в Батавию 10 июля 1638 года, а 3 февраля 1639 года он передал управление мануфактурами Франсуа Карону. 13 апреля 1639 года он был вновь принят в Совет юстиции Батавии, а в сентябре того же года назначен командующим Ост-Индским флотом. Он вернулся в Нидерланды летом 1640 года после неудачных переговоров о военном союзе с местными правителями Южного Вьетнама. Точная дата, место и обстоятельства смерти Куккебаккера неизвестны. В литературе часто предполагается, что он умер не ранее 1670 года.